# Clitoria ternatea
Clitoria ternatea är en ärtväxtart som beskrevs av Carl von Linné. Clitoria ternatea ingår i släktet Clitoria, och familjen ärtväxter.

## Underarter
Arten delas in i följande underarter:
- C. t. angustifolia
- C. t. pleniflora
- C. t. ternatea

## Bildgalleri

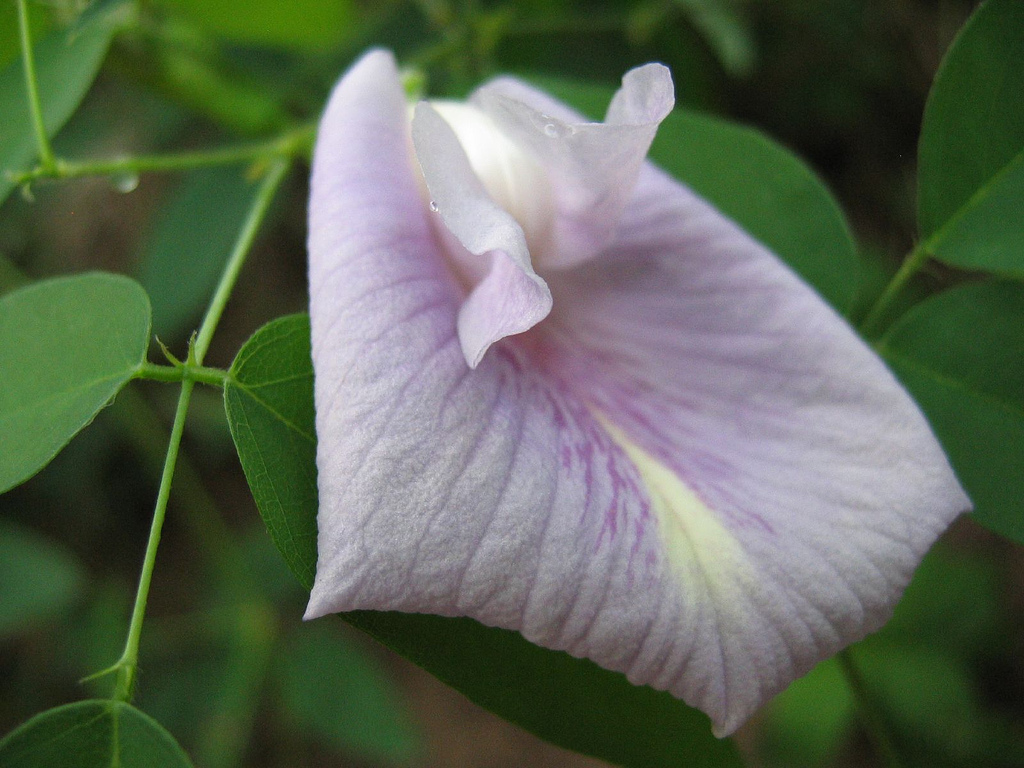
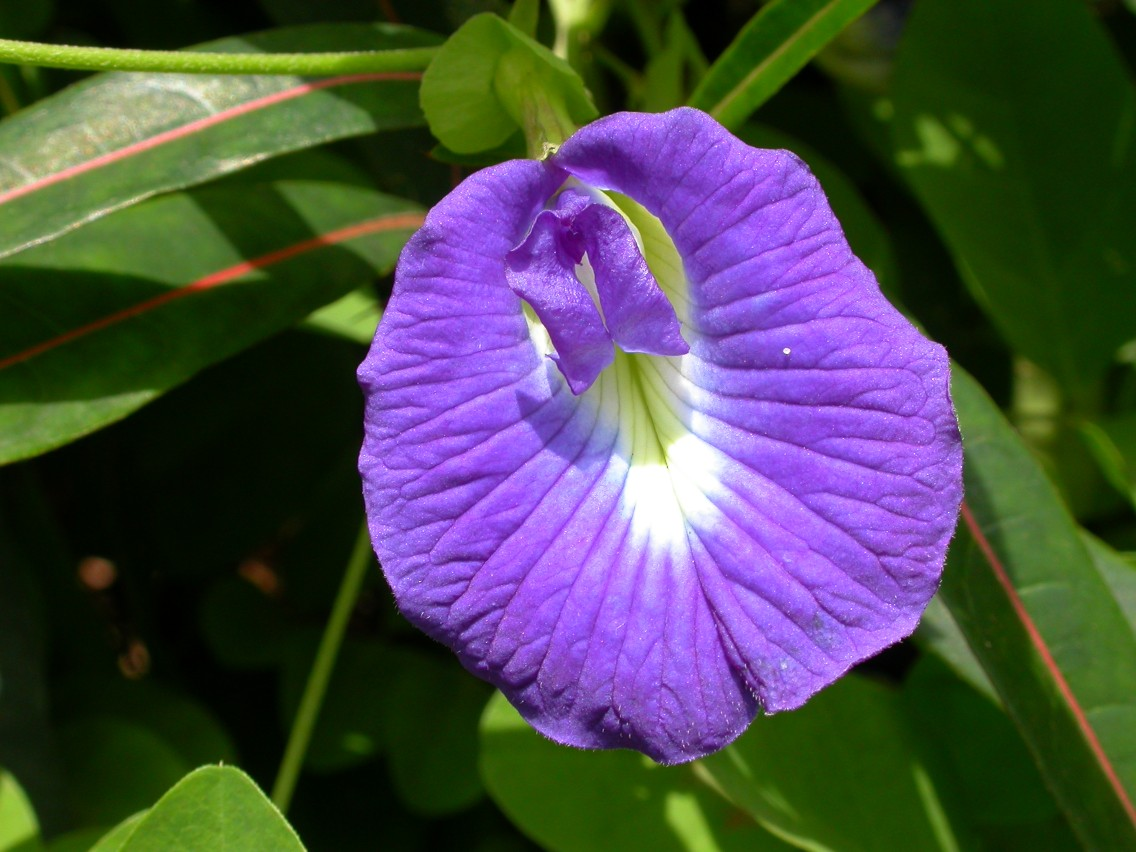
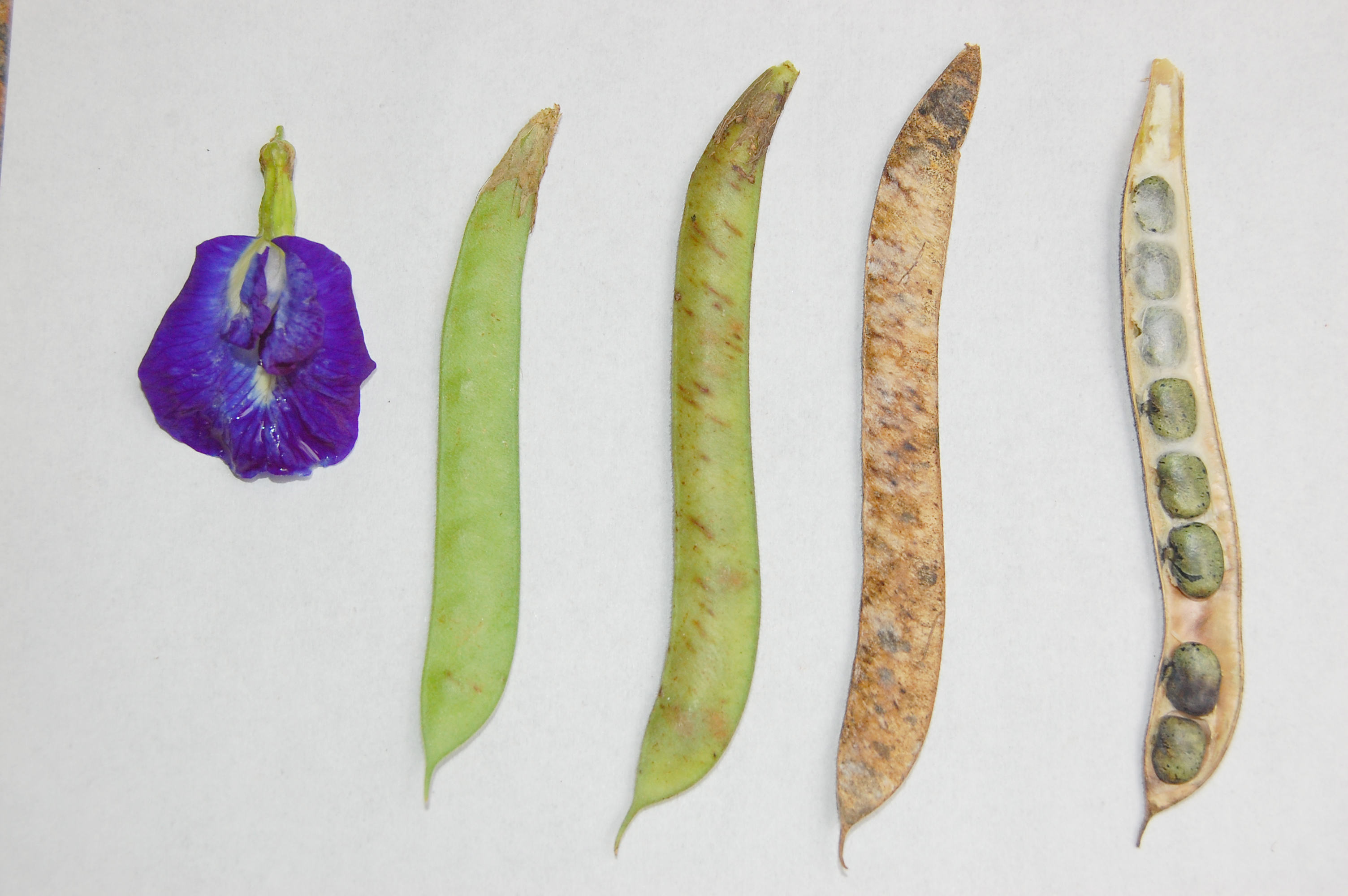
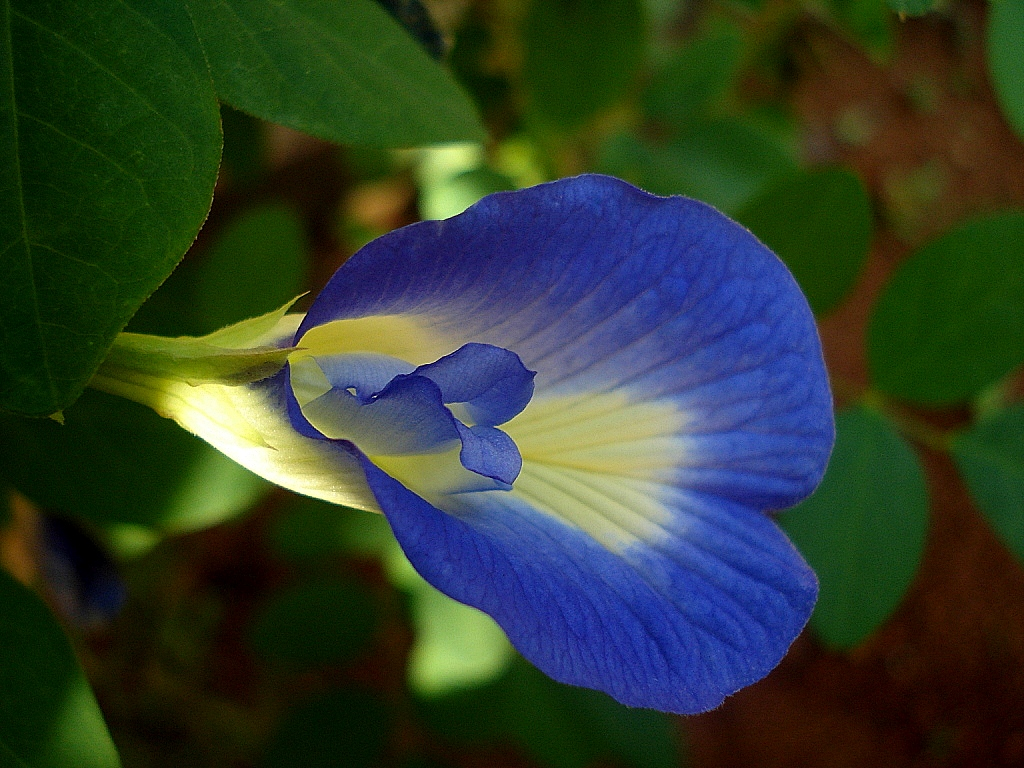
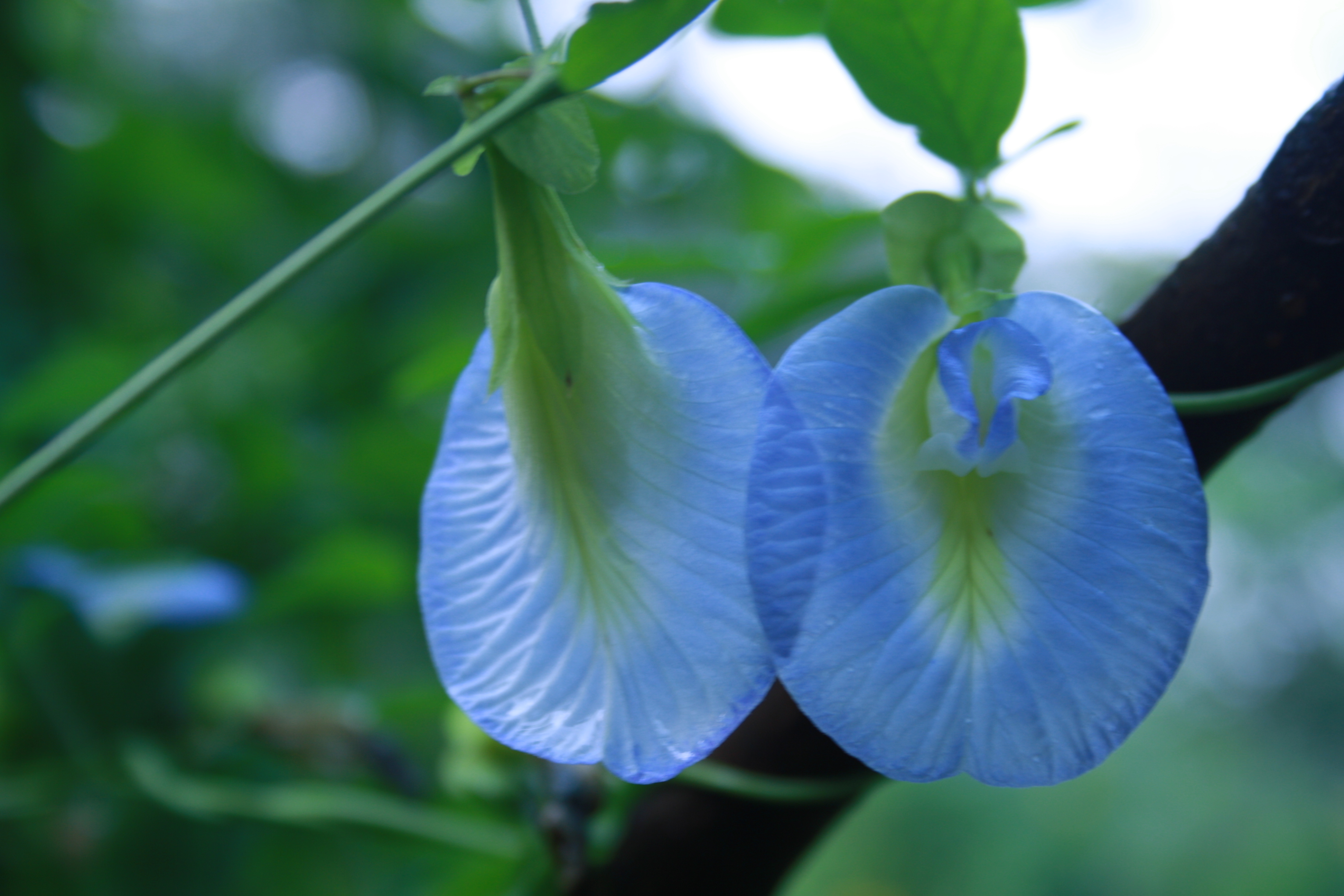
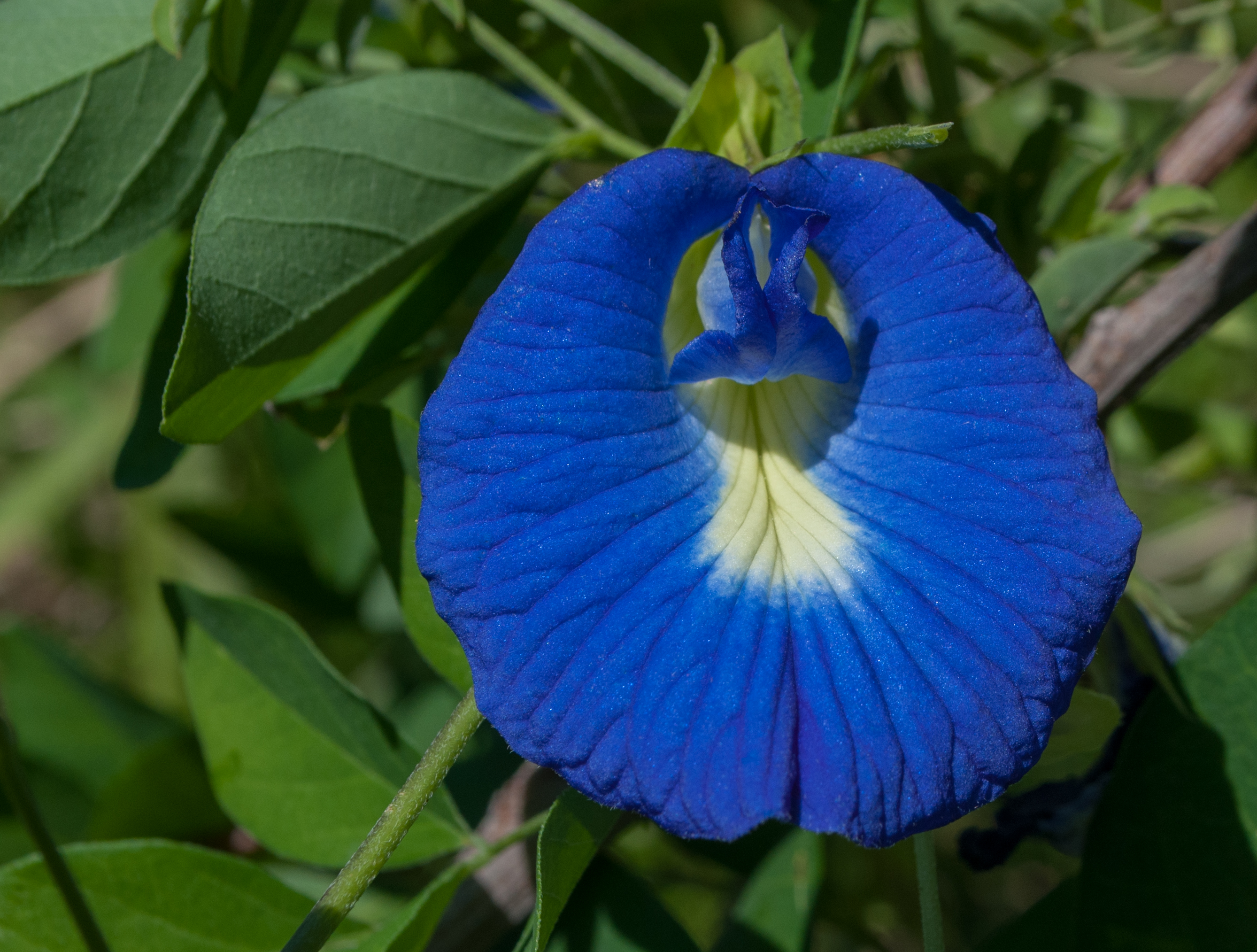